# Droga wojewódzka 525
Die Droga wojewódzka 525 (DW 525) ist eine polnische Woiwodschaftsstraße, die innerhalb der Woiwodschaft Pommern verläuft. Auf ihrem Weg durch den nördlichen Powiat Kwidzyński (Kreis Marienwerder (Westpreußen)) verbindet sie die Woiwodschaftsstraßen DW 518, DW 602, DW 605 und DW 607 miteinander. Ihre Gesamtlänge beträgt 10 Kilometer.

## Streckenverlauf
Woiwodschaft Pommern:
Powiat Kwidzyński:
- Ryjewo (Rehhof) (→ DW 607: Gurcz (Gutsch, 1938–45 Zandersfelde) ↔ Sztumska Wieś)

X Staatsbahnlinie 207: Toruń (Thorn) – Malbork (Marienburg (Westpreußen)) X
- Mątowskie Pastwiska (Montauerweide) (→ DW 602: Mątowskie Pastwiska – Sztumska Pole (Stuhmerfelde))
- Jarzębina (Schulwiese) (→ DW 605: Pieklo (Pieckel) – Jarzębina)
- Szałwinek (Schadewinkel)
- Janowo (Johannisdorf) (→ DW 518: Kwidzyn (Marienwerder (Westpreußen)) – Gurcz (Gutscch, 1938–45 Zandersfelde) ↔ Gniew (Mewe))